# Miodnik

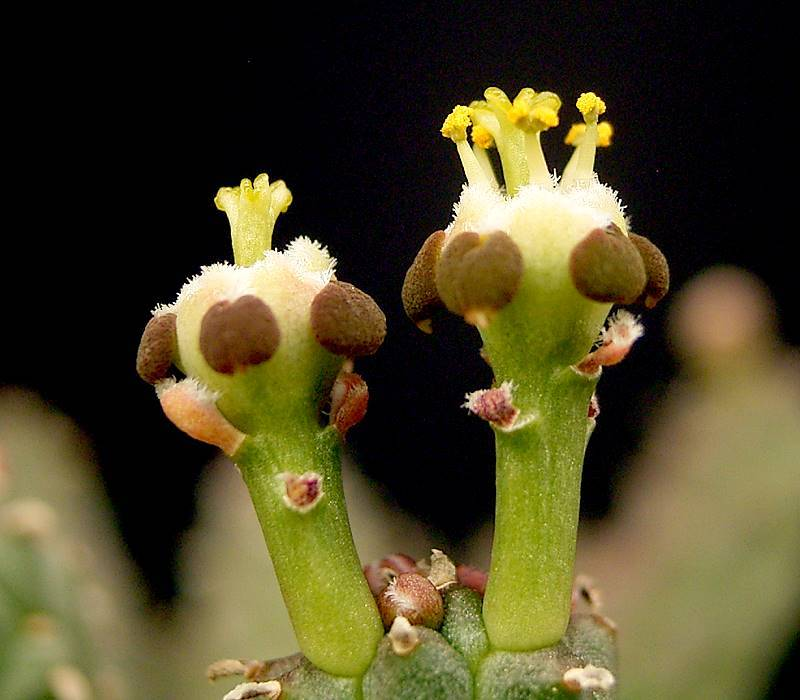
Nektarniki Euphorbia esculenta

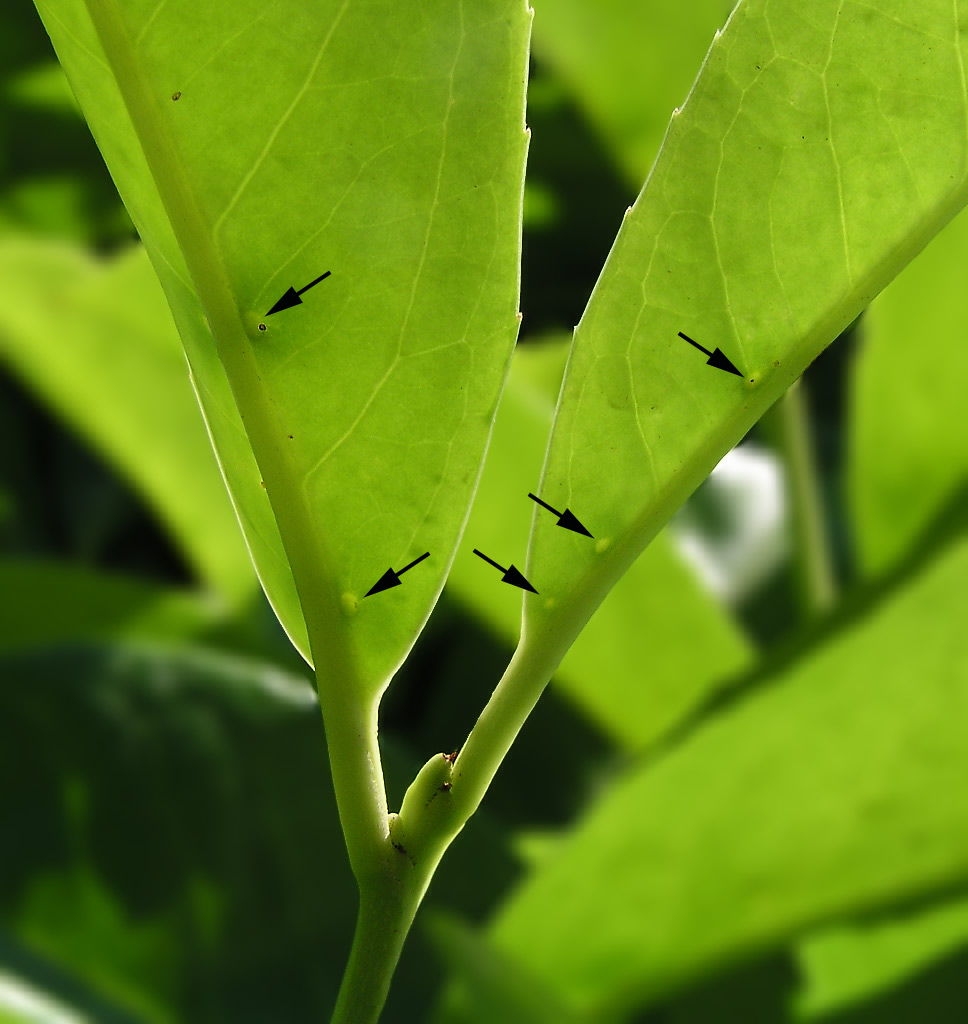
Miodniki na głównym nerwie liścia śliwy

Miodniki, nektarniki (łac. nectaria, ang. nectary) – jedno- lub wielokomórkowe organy gruczołowe roślin wydzielające nektar. Mają bardzo różnorodną formę, mogą być niepozorne lub okazałe i barwne. Zlokalizowane zwykle w kwiecie służą do wabienia zwierząt, głównie owadów, dokonujących zapylania. Rośliny wyposażone w miodniki i wytwarzające nektar nazywane są roślinami miododajnymi.

## Funkcja
Miodniki wydzielają nektar służący do wabienia zwierząt dokonujących zapylania kwiatów. Nektar zawiera węglowodany w różnym stężeniu, w związku z czym u jednych gatunków roślin bywa wodnisty, u innych gęsty. Różne gatunki z różną intensywnością wydzielają nektar, przy czym dla roślin korzystne jest wydzielanie ograniczonych jego ilości. Zmusza to bowiem zwierzęta zapylające do odwiedzania wielu kwiatów, co ułatwia zapylenie krzyżowe.

## Podział
Nektaria występują najczęściej w obrębie kwiatów jako tzw. nektaria kwiatowe. Niekiedy jednak zlokalizowane są na innych częściach rośliny, takich jak ogonki liściowe, główny nerw liścia (np. u akacji i śliwy), liście przykwiatowe czy kąty nerwów liściowych. W takich przypadkach określane są jako nektaria pozakwiatowe. W obrębie kwiatu miodniki występować mogą u podstawy słupka, na wewnętrznej stronie płatków korony czy u podstawy płatków korony. Czasami rolę miodników spełniają niektóre przekształcone pręciki, tzw. prątniczki, jak ma to miejsce np. u dziewięciornika błotnego.